# Vratna
Vratna (izvirno srbsko Вратна) je naselje v Srbiji, ki upravno spada pod Občino Negotin; slednja pa je del Borskega upravnega okraja.
V bližini vasi se nahaja samostan Vratna iz 14. stoletja, za katerim se začne kanjon reke Vratne, znan po naravnih mostovih.

## Demografija
V naselju živi 268 polnoletnih prebivalcev, pri čemer je njihova povprečna starost 48,2 let (47,0 pri moških in 49,3 pri ženskah). Naselje ima 113 gospodinjstev, pri čemer je povprečno število članov na gospodinjstvo 2,80.
To naselje je, glede na rezultate popisa iz leta 2002, večinoma srbsko, a v času zadnjih treh popisov je opazno zmanjšanje števila prebivalcev.
|  |

| Demografija | Demografija     | Demografija     |
| Leto        | Št. prebivalcev | Št. prebivalcev |
| ----------- | --------------- | --------------- |
|             |                 |                 |
|             |                 |                 |
|             |                 |                 |
|             |                 |                 |
| 1948        | 567             |                 |
| 1953        | 565             |                 |
| 1961        | 604             |                 |
| 1971        | 558             |                 |
| 1981        | 554             |                 |
| 1991        | 451             | 360             |
| 2002        | 427             | 316             |
|             |                 |                 |

| Etnična sestava po popisu iz leta 2002 | Etnična sestava po popisu iz leta 2002 | Etnična sestava po popisu iz leta 2002 | Etnična sestava po popisu iz leta 2002 | Etnična sestava po popisu iz leta 2002 |
| -------------------------------------- | -------------------------------------- | -------------------------------------- | -------------------------------------- | -------------------------------------- |
| Srbi                                   | Srbi                                   |                                        | 212                                    | 67,08%                                 |
| Vlahi                                  | Vlahi                                  |                                        | 81                                     | 25,63%                                 |
| Romuni                                 | Romuni                                 |                                        | 4                                      | 1,26%                                  |
| Muslimani                              | Muslimani                              |                                        | 1                                      | 0,31%                                  |
| Makedonci                              | Makedonci                              |                                        | 1                                      | 0,31%                                  |
| Neznano                                | Neznano                                |                                        | 17                                     | 5,37%                                  |